# 日本スポーツウエルネス吹矢協会
一般社団法人日本スポーツウエルネス吹矢協会（にほんスポーツウエルネスふきやきょうかい）は、スポーツウエルネス吹矢の普及や各種大会の開催を通じて、レクリエーション競技等を促進するために活動する法人、国内競技連盟。公益財団法人日本レクリエーション協会に加盟している。
当初は日本スポーツ吹矢協会（にほんスポーツふきやきょうかい）として設立。2015年8月に中村一磨呂への理事長交代後、2019年4月に中村主導により現協会名に変更された。

## 事業内容
全国各地で吹き矢をスポーツ化したスポーツ吹矢体験教室を開催するとともに、スポーツ吹矢に関する競技大会、指導員及び審判員の養成と認定、スポーツ吹矢に関する腹式呼吸及び健康に関する研究調査などを行っている。

## 主要大会
- 全日本選手権大会（年1回、三段以上の高段者対象）
- 青柳杯大会（年1回、有段者対象）
- スポーツ吹矢フェスティバル（年1回、1級までの初心者層対象）
- 全国障がい者競技会（年1回、障がい者会員対象）
- ジュニア競技会（年1回、中学生以下のジュニア会員対象）

## 地域支部
- 活動拠点として、全都道府県に約1050の地域支部が組織されており国内外に約40,000人の会員がいる。[2]。